# 14-я улица (Манхэттен)
14-я улица (англ. 14th Street) — улица в Нью-Йорке длиной 3500 метров. По 14-й улице проходит граница Нижнего Манхэттена и Мидтауна.

## История
Согласно генеральному плану Манхэттена, принятому в 1811 году, главной целью которого было упорядочивание застройки и продажи участков к северу от 14-й улицы, она должна была иметь ширину 30 метров (100 футов), в то время как 14 улиц к северу от неё должны были иметь всего 18 метров (60 футов) в ширину.

## Расположение
14-я улица пересекает Манхэттен с запада на восток, от 11-й авеню до магистрали ФДР.

## Парки
На 14-й улице располагаются два парка:
- Парк 14-й улицы
- Юнион-сквер

## Фотографии

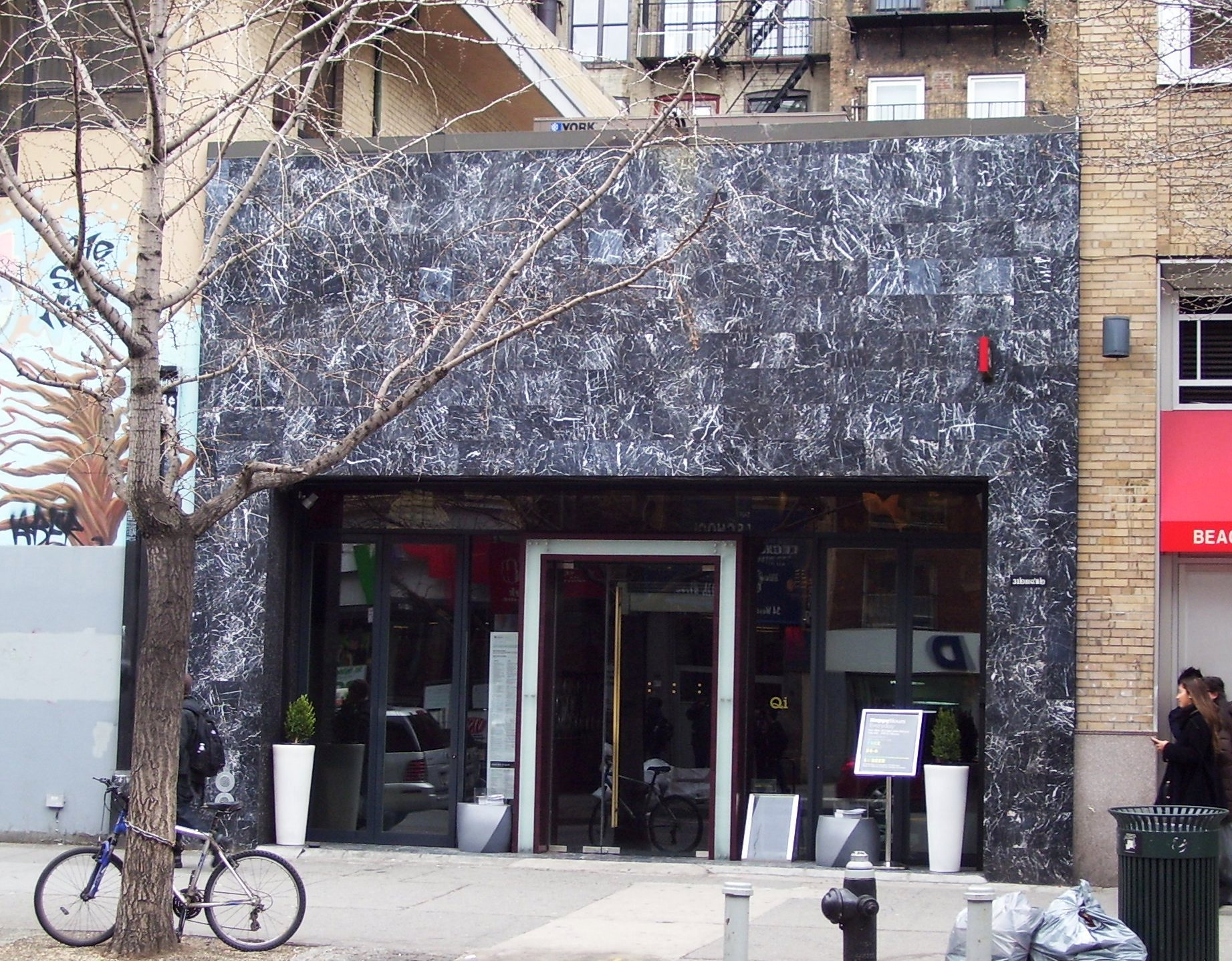
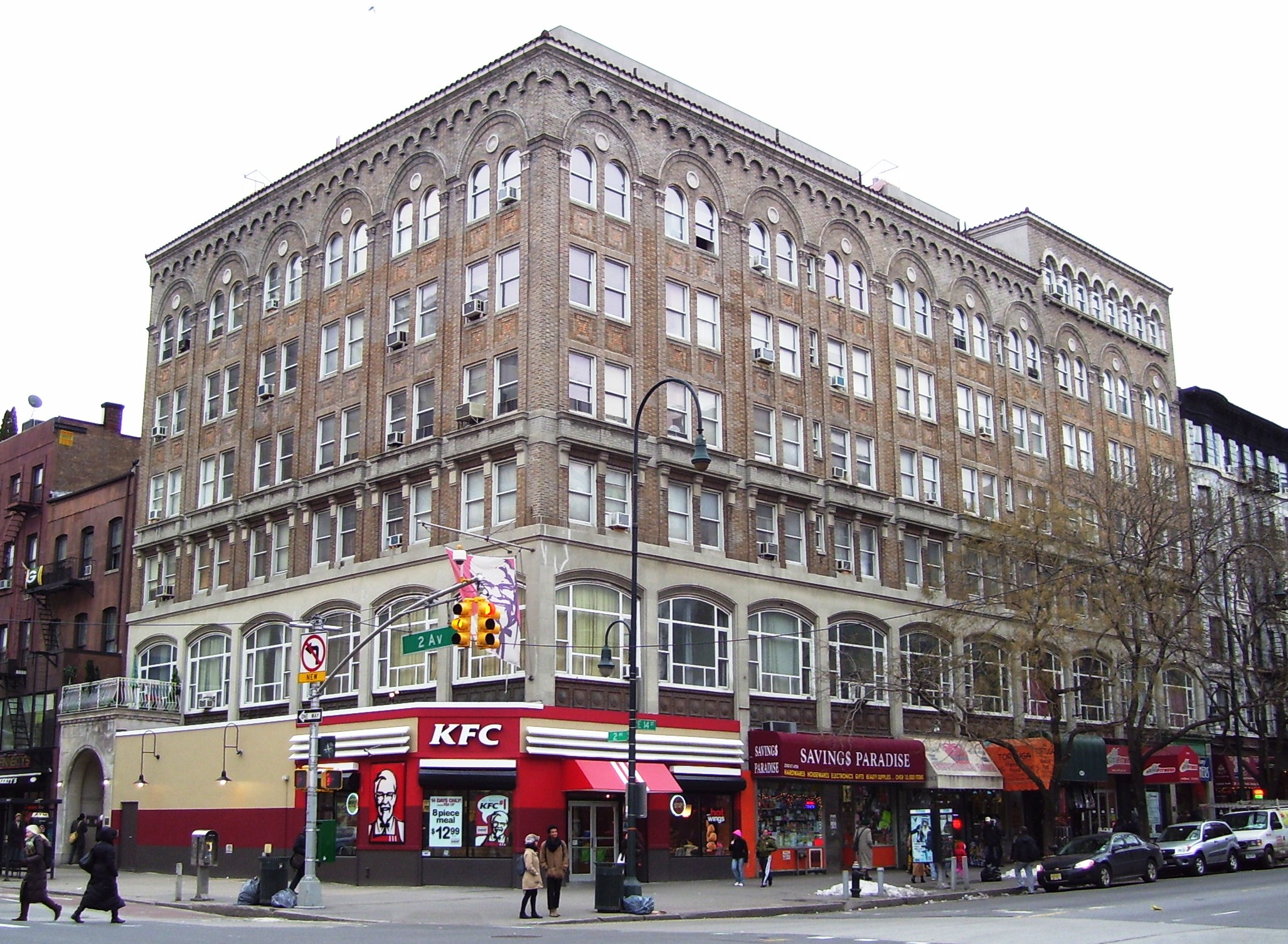
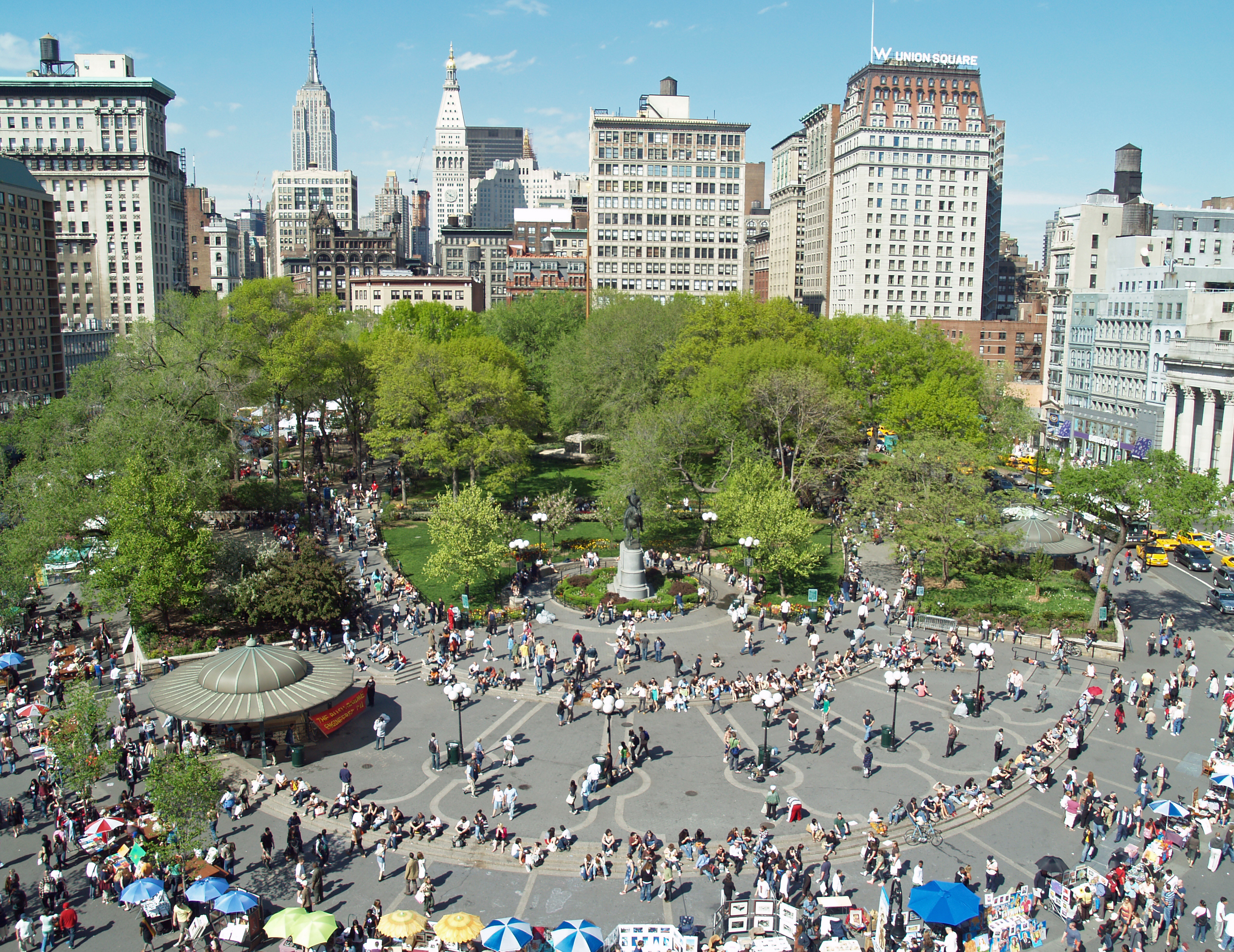